# Alive & Well AIDS Alternatives
Alive & Well AIDS Alternatives, anteriormente conocida como HEAL (Health Education AIDS Liaison), es una organización sin fines de lucro clasificada como 501(c) que promueve posturas negacionistas sobre el SIDA.Su misión, según declaran, es ofrecer información que cuestione la fiabilidad de las pruebas del VIH, así como la seguridad y eficacia de los tratamientos médicos para el SIDA, y también poner en duda las creencias más comunes sobre el VIH y su relación con la enfermedad.Su fundadora, Christine Maggiore —quien falleció en 2008 a causa de complicaciones relacionadas con el SIDA—, afirmó en 2005 que la organización había asistido a alrededor de 50 madres VIH positivas a desarrollar estrategias legales para evitar que sus hijos fueran sometidos a pruebas o tratamientos contra el VIH.

## Fundación
Alive & Well AIDS Alternatives fue fundada en 1995 por Christine Maggiore, quien había dado positivo en una prueba de VIH en 1992. Aunque al principio participó activamente en la comunidad dedicada al SIDA, ofreciendo educación sobre el VIH y la enfermedad a través del Proyecto SIDA Los Ángeles, más adelante comenzó a poner en duda su diagnóstico. Con el tiempo, llegó a creer que el VIH no era la causa del SIDA, lo que la llevó a crear Alive & Well AIDS Alternatives para compartir y promover sus ideas.
Christine Maggiore se convirtió en una figura polémica tras la muerte de su hija de tres años, Eliza Jane Scovill. La niña nunca fue sometida a una prueba de VIH y falleció el 16 de mayo de 2005 a causa de una neumonía por Pneumocystis, una infección asociada al SIDA en etapa avanzada.Maggiore rechazó que su hija hubiera tenido sida y atribuyó su fallecimiento a una reacción alérgica a la amoxicilina.Mohammed Al-Bayati, toxicólogo veterinario y miembro de la junta directiva de Alive & Well AIDS Alternatives, elaboró un informe propio en el que sostenía que la muerte se debió a una reacción adversa al medicamento y no al SIDA .El caso fue cubierto por ABC Primetime Livey el Los Angeles Times,donde diversos expertos médicos independientes consultados coincidieron de forma clara en que Eliza Jane murió debido a complicaciones relacionadas con el SIDA.
Christine Maggiore falleció el 29 de diciembre de 2008, a los 52 años, mientras se encontraba bajo supervisión médica y recibiendo tratamiento por una neumonía. Un médico cercano a su entorno familiar sugirió que su muerte podría haberse evitado con el uso de medicamentos antirretrovirales. Sin embargo, quienes compartían sus ideas negacionistas sobre el SIDA sostienen que la neumonía no tenía relación con esa enfermedad y atribuyen su fallecimiento a complicaciones derivadas de un tratamiento de medicina alternativa.

## Miembros
El consejo asesor de Alive & Well AIDS Alternatives está compuesto por varias figuras prominentes del movimiento negacionista del SIDA, entre ellas Harvey Bialy, Peter Duesberg, Eleni Papadopulos-Eleopulos, Gavin de Becker,Peggy O'Mara —editora de la revista Mothering—,David Rasnicky el premio Nobel Kary Mullis.
La organización ha experimentado una disminución en su membresía, ya que algunos integrantes han fallecido por causas relacionadas con el VIH/SIDA, mientras que otros se han alejado al observar la frecuencia con la que ocurren estas muertes dentro del grupo.

## Defensa
A pesar de la abrumadora evidencia científica que refuta sus afirmaciones,Alive & Well AIDS Alternatives sostiene que el VIH no es la causa del SIDA. Además, la organización apoya las siguientes creencias:
- Las pruebas del VIH son inexactas.
- El SIDA no es un problema importante en África .
- Las mujeres embarazadas no deben tomar medicamentos antirretrovirales para prevenir la transmisión del VIH a sus hijos .
- El síndrome del SIDA en realidad es resultado de la malnutrición, el estrés mental, el AZT, el uso de drogas recreativas entre hombres homosexuales u otras causas.
- Los esfuerzos de la comunidad científica dominante por promover la concienciación sobre el SIDA y desarrollar tratamientos eficaces son ejemplos de alarmismo y se ven comprometidos por vínculos con la industria farmacéutica .

Alive & Well AIDS Alternatives defiende el uso de tratamientos alternativos para personas que son VIH positivas en lugar de recurrir a las terapias convencionales. Entre las opciones propuestas por la organización como reemplazo de los medicamentos antirretrovirales se incluyen terapias herbales y nutricionales, medicina naturopática, homeopatía, enemas terapéuticos, acupuntura y técnicas de visualización.
Científicos y activistas en contra del SIDA han cuestionado las acciones de Alive & Well AIDS Alternatives y otras organizaciones negacionistas, argumentando que al convencer a las personas de abandonar tratamientos con eficacia comprobada, están contribuyendo a muertes que podrían haberse evitado. Durante su intervención en la XVI Conferencia Internacional sobre el SIDA, el reconocido investigador del VIH/SIDA, John Moore, afirmó:
 
...los bebés cuyas madres con VIH escuchan a los negacionistas del SIDA nunca tuvieron la oportunidad de tomar sus propias decisiones. El caso Maggiore recibió amplia publicidad. Christine Maggiore es una persona que ha hecho proselitismo contra el uso de antirretrovirales para prevenir el VIH/SIDA. Es una negacionista clásica del SIDA, y dio a luz a un niño que murió a los tres años a finales del año pasado por una infección relacionada con el SIDA... esa fue otra muerte innecesaria.
Alternativas al SIDA Alive & Well anima a las personas a "involucrarse" difundiendo su literatura, donando copias del libro de Christine Maggiore ¿Qué pasaría si todo lo que usted supiera sobre el SIDA estuviera mal?, contactando con programas de radio y televisión, enviando cartas a periódicos y revistas, y formando sus propios grupos de discusión.